# رب پلو
رب پلو نام یکی از غذاهای شیرازی است که برای تهیه آن به برنج، رب انار، گردو، کشمش، شکر، پیاز بزرگ و روغن احتیاج است.